# GIJ
 (septembre 2012).
Pour les articles homonymes, voir GIJ (homonymie).
GIJ (GNU Interpreter for Java) est une machine virtuelle Java (JVM).
Il fait partie du logiciel libre GCJ (GNU Compiler for Java). GCJ est le nom du compilateur dans ce logiciel.
GIJ contient un chargeur de classe Java. L'emplacement des bibliothèques logicielles (c'est-à-dire les fichiers ".JAR") est déterminé par la variable d'environnement CLASSPATH.